# Xiaomi Smart Band 7
Xiaomi Smart Band 7 (також відомий як Xiaomi Band 7) — фітнес-трекер виробництва Xiaomi. Випуск відбувся в Китаї 24 травня 2022 року, а в усьому світі — з 21 червня 2022 року. Має 1,62-дюймовий ємнісний AMOLED-дисплей з роздільною здатністю 490 x 192 пікселя, цілодобовий пульсометр і датчик SpO2. В наявності також є варіант з вбудованим NFC.